# Frosstjärnet
Frosstjärnet är en sjö i Arvika kommun i Värmland och ingår i Göta älvs huvudavrinningsområde. Sjön är 18 meter djup, har en yta på 0,378 kvadratkilometer och är belägen 80,2 meter över havet. Sjön avvattnas av vattendraget Söppleälven.

## Delavrinningsområde
Frosstjärnet ingår i det delavrinningsområde (659741-132099) som SMHI kallar för Inloppet i Stora Lesjön. Medelhöjden är 132 meter över havet och ytan är 6,43 kvadratkilometer. Räknas de 2 avrinningsområdena uppströms in blir den ackumulerade arean 39,98 kvadratkilometer. Hällsjöälven som avvattnar avrinningsområdet har biflödesordning 3, vilket innebär att vattnet flödar genom totalt 3 vattendrag innan det når havet efter 251 kilometer. Avrinningsområdet består mestadels av skog (88 procent). Avrinningsområdet har 0,38 kvadratkilometer vattenytor vilket ger det en sjöprocent på 5,9 procent.